# Cad It
Il Gruppo CAD IT è un'azienda italiana con sede a Verona che opera nel mercato dell'informatica, realizzando software per le aziende finanziarie.
Il gruppo detiene circa il 90% del mercato italiano del software finanziario.

## Storia
CAD IT, nata a Verona nel 1977, è stata quotata alla Borsa di Milano dall'ottobre 2000 fino al 30 novembre 2018, quando è avvenuta la fusione “inversa” per incorporazione nella società interamente controllata CAD S.r.l. che è stata trasformata in società per azione ed ha cambiato denominazione sociale in CAD IT.

## Azionariato
L'azionariato comunicato alla Consob è il seguente:
- Cedacri S.p.A. (tramite Quarantacinque S.p.A.): 87,85%
- Altri azionisti: 12,15%